# Els Setze Jutges
Els Setze Jutges va ser un grup de cantants en llengua catalana fundat el 1961 per Miquel Porter i Moix, Remei Margarit i Josep Maria Espinàs. El seu nom prové de l'embarbussament «setze jutges d'un jutjat mengen fetge d'un penjat».
La missió d'Els Setze Jutges era impulsar el moviment de la Nova Cançó i normalitzar i defensar l'ús del català cantant cançons contemporànies en aquesta llengua. Els primers membres, com Miquel Porter i Moix o Josep Maria Espinàs, van decidir retirar-se quan apareguessin cantants professionals. Varen començar cantant cançons pròpies i versions de cantants francesos, especialment Georges Brassens, un dels màxims exponents de la cançó protesta. Més tard, el cercle s'anà ampliant amb nous cantants, fins a arribar a completar el nombre de setze. El cantant Raimon també estigué vinculat al grup durant els inicis de la seva carrera.

## Membres
Els membres fundadors del grup foren:
- Miquel Porter (estudiós del món del cinema)
- Josep Maria Espinàs (en aquell moment, novel·lista, guanyador d'un Premi Sant Jordi)
- Remei Margarit (esposa de Lluís Serrahima, el qual no acabava d'animar-se a cantar, però estava vinculat al grup escrivint lletres per a diversos membres)

El 1962 s'hi incorporen:
- Delfí Abella (psiquiatre)
- Francesc Pi de la Serra (el primer dels nascuts després de la Guerra Civil)

El 1963 s'hi afegeixen:
- Enric Barbat
- Xavier Elies
- Guillermina Motta

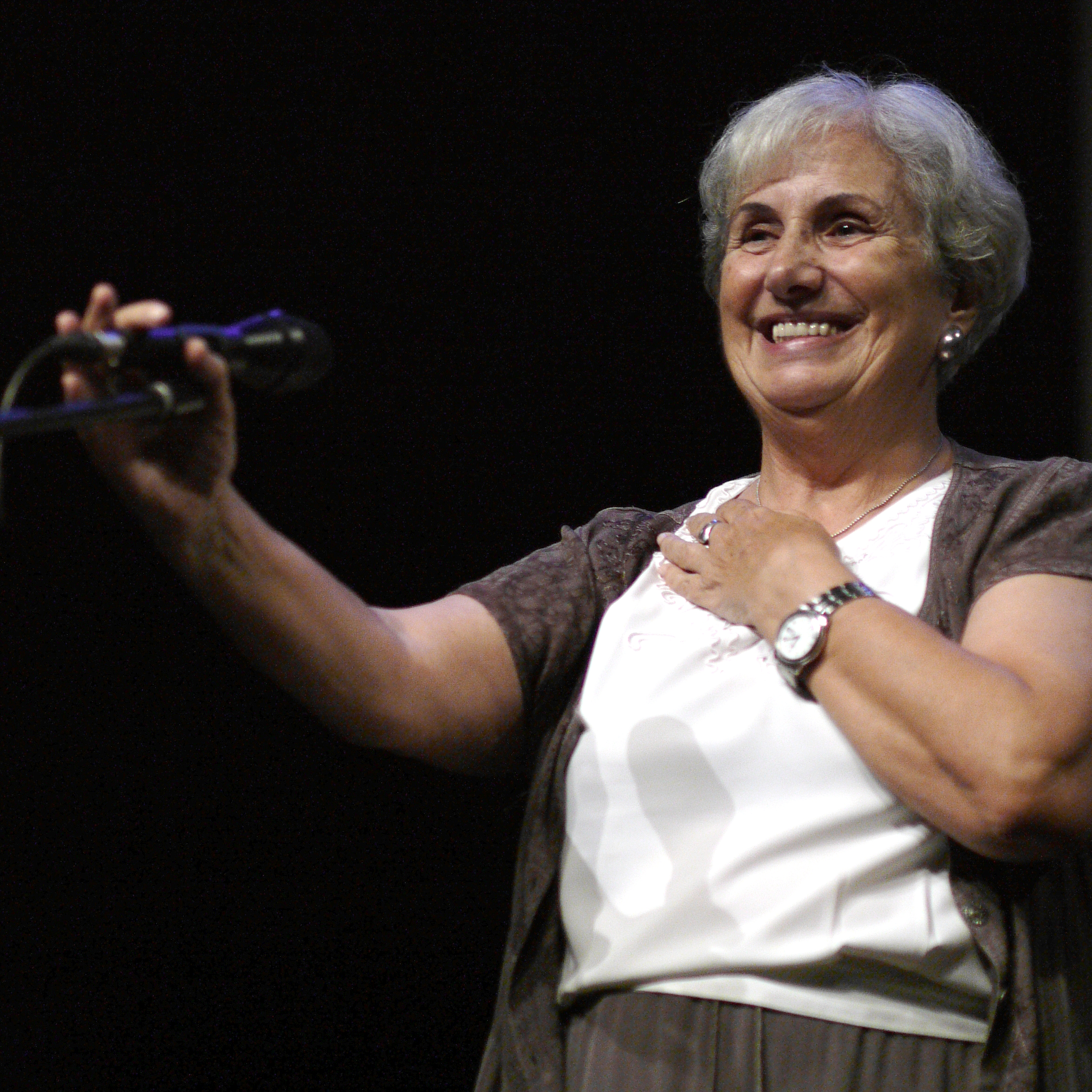
Girau, 2013

Posteriorment, s'hi aniran incorporant, en aquest ordre:
- Maria del Carme Girau
- Martí Llauradó
- Joan Ramon Bonet
- Maria Amèlia Pedrerol
- Joan Manuel Serrat (el 1965)

i els tres darrers, etiquetats promocionalment com a "Novíssima Cançó":
- Maria del Mar Bonet
- Rafael Subirachs
- Lluís Llach

## Història
La primera actuació oficial del grup, tot i que encara no amb el nom de Els Setze Jutges, fou el 19 de desembre de 1961, al CICF de Barcelona, en la qual van participar Espinàs, Porter i Lluís Serrahima. També estava prevista l'actuació de Remei Margarit, però no va ser possible per malaltia. La primera actuació amb el nom d'Els Setze Jutges va ser a Premià de Mar el 1962.
La tria del nom, segons explica el mateix Espinàs, obeeix a tres motius: la catalanitat el joc fonètic relacionat amb l'embarbussament, el desig de "jutjar", és a dir, ser crítics amb la societat, i, en tercer lloc, perquè el número setze deixava la porta oberta a noves incorporacions.
El grup va fer nombroses actuacions, arreu del país, amb clara voluntat de servei, moltes vegades en condicions precàries, en les quals seguien un mateix sistema: els quatre o cinc membres del grup que es feien càrrec de la vetllada romanien asseguts a l'escenari mentre un d'ells s'avançava i per torns oferien la seva actuació. Seguint el model de Georges Brassens s'acompanyaven amb la guitarra, tot i que alguns no tenien gaire tècnica, o en altres casos un d'ells tocava acompanyant el que cantava, com el mateix Pi de la Serra o Jaume Armengol).
Els Setze Jutges es van començar a dissoldre a la fi de la dictadura —concretament l'any 1968— i amb la progressiva professionalització d'alguns dels seus membres, alguns dels quals van assolir una notable fama amb el temps.
El 13 d'abril de 2007, el grup de cantants en el seu conjunt va rebre la Medalla d'Honor del Parlament de Catalunya, en reconeixement de la seva tasca en favor de la cultura i la llengua catalanes durant la dictadura; tanmateix, Maria del Mar Bonet va aprofitar l'avinentesa per criticar l'escassa promoció de la cançó catalana alhora que Guillermina Motta es va queixar del tardà atorgament del guardó quan dos dels setze integrants ja havien mort: Miquel Porter (2004) i Delfí Abella (2007).